# Amoroso
Márcio Amoroso dos Santos (Brasília, 5 de julho de 1974) é um ex-futebolista brasileiro que atuava como atacante.

## Carreira

### Início
Revelado no time infantil da Associação dos Servidores do Senado Federal (ASSEFE), clube social de Brasília, Amoroso inicialmente atuava como meio-campista e foi descoberto pelo Guarani. Logo na primeira disputa pelo Bugre, em 1991, foi o artilheiro do Campeonato Paulista juvenil, com 27 gols.
O sucesso do jogador fez com que o técnico Pepe pedisse sua contratação logo que assumiu o Yomiuri, do Japão. Amoroso tinha apenas dezoito anos quando foi emprestado ao Verdy Kawasaki, e lá conquistou o título da temporada inaugural da J-League. Em seguida retornou para o Guarani, no início de 1994.
Sua estreia como profissional no Brasil aconteceu no no dia 14 de agosto de 1994, quando o Guarani bateu o Cruzeiro por 2–0, em jogo válido pelo Campeonato Brasileiro. Amoroso formou uma excepcional dupla de ataque com Luizão, impulsionando o despretensioso time do Bugre até as semifinais do Brasileirão. A derrota para o Palmeiras e a eliminação nas semifinais, contudo, não apagaram a brilhante campanha do clube de Campinas, visto que a excelente performance de Amoroso acabou consagrada pela conquista da artilharia do campeonato, dividida com Túlio Maravilha, bem como pelo recebimento do prêmio de melhor jogador daquele Campeonato Brasileiro.
Entre abril e setembro de 1995, ficou parado devido a uma cirurgia no joelho esquerdo.

### Flamengo
Do Guarani, Amoroso seguiu para o Flamengo, onde permaneceu por somente três meses.

### Udinese
Em seguida assinou contrato com a Udinese, time italiano da Serie A. Inicialmente dividiu as atenções com Oliver Bierhoff, artilheiro em 1998, entretanto, após a saída do alemão do clube, o próprio Amoroso acabou se transformando no artilheiro do Campeonato Italiano na temporada 1998–99, com 22 gols.

### Parma
Em alta, transferiu-se para o Parma após uma contratação milionária. Infelizmente, para os diretores do Parma, Amoroso passou dois anos no clube se recuperando de uma grave contusão e, desta forma, marcou somente onze gols em trinta e nove partidas disputadas, não repetindo a performance que havia tido na Udinese.

### Borussia Dortmund
Em 2001, trocou o futebol italiano pelo alemão, quando acertou sua transferência para o Borussia Dortmund. De clube novo, voltou a brilhar, tornando-se campeão e artilheiro do Campeonato Alemão de 2001–02.

### Málaga
Nos dois anos seguintes, porém, tornou a ter uma queda de rendimento e, assim sendo, acabou sendo negociado com o Málaga, da Espanha. Ficou uma temporada no futebol espanhol, onde não conseguiu se destacar.

### São Paulo
Em junho de 2005, após receber propostas do futebol mexicano, decidiu voltar para o Brasil e transferiu-se para o São Paulo.
Atuando novamente ao lado de Luizão, Amoroso fez boas partidas pelo São Paulo e acabou sendo decisivo nas conquistas da Copa Libertadores da América e do Mundial de Clubes da FIFA, ambos em 2005.

### Milan
Em janeiro de 2006, após firmar um contrato de dezoito meses com o Milan, retornou à Europa para substituir Christian Vieri, que havia deixado o Rossoneri para ir jogar no Monaco, da França. No entanto, Amoroso não conseguiu conquistar um espaço no elenco Diavolo e, tendo ficado como o quarto atacante do time, participou de apenas cinco partidas e marcou somente um gol — contra a Roma, no dia 14 de maio.

### Corinthians
Desta forma, em setembro de 2006, tanto o Milan quanto Amoroso concordaram em rescindir o contrato. Imediatamente após sua saída do clube italiano, o atacante acertou sua transferência para o Corinthians, que atravessava por grave crise no Campeonato Brasileiro. Sua ida ao rival do São Paulo chateou boa parte dos torcedores tricolores.
Envolvido no clima pesado do clube, não teve um bom rendimento, deixando a equipe após seis meses de pouco futebol. Com problemas com o técnico Emerson Leão, Amoroso atuou em 23 partidas e marcou apenas quatro gols.

### Grêmio
Logo após sair do Corinthians, o jogador acertou com o Grêmio em abril, assinando até o final de 2007. Porém, tal qual como acontecera no Milan e no Timão, Amoroso voltou a rescindir seu contrato antes do previsto, sendo dispensado em agosto. O atacante teve uma passagem apagada pelo Tricolor Gaúcho, atuando em apenas 11 jogos e não marcando gols.

### Aris Salônica
Em janeiro de 2008 foi contratado pelo Aris Salônica, da Grécia, mas acabou não ficando por muito tempo.

### Retorno ao Guarani
Após dezesseis anos, Amoroso voltou ao Guarani em dezembro de 2008, para a disputa do Campeonato Paulista de 2009.

### Pós-aposentadoria
Iniciou a carreira de empresário em 2011, atuando no ramo da construção civil com os familiares, sendo dono de uma empreiteira.
Em março de 2012 atuou no Campeonato Paulista de Showbol pelo Guarani, dividindo as atenções do time com os craques Djalminha e Luizão. No mesmo ano também disputou a Liga Paulista de Futsal, defendendo a equipe do Pulo do Gato.
Para a disputa da Copa das Confederações de 2013, Amoroso foi convidado pela Band para comentar alguns jogos.
Em 2016, o ex-atacante fechou uma parceria com o Boca Raton, dos Estados Unidos, que disputa a APSL (American Premier Soccer League), equivalente à quarta divisão em relação ao poderio financeiro, para disputar alguns jogos nesta temporada e depois virar um embaixador do clube pelo mundo.

## Seleção Nacional
Amoroso atuou entre 1995 e 2003 pela Seleção Brasileira, tendo marcado nove gols em 19 partidas. Apesar de ter sido convocado em 1995, o atacante só estreou três anos depois, no dia 17 de novembro de 1998, num amistoso contra a Rússia. Na ocasião, o Brasil goleou por 5–1 e Amoroso marcou dois gols. No ano seguinte, esteve no grupo que foi campeão da Copa América de 1999.
Vivendo grande fase no Borussia Dortmund em 2002, tendo inclusive conquistado a Bundesliga, o atacante chegou a ser especulado na lista de convocados para a Copa do Mundo daquele ano, mas acabou não sendo convocado por Felipão.

## Vida pessoal
É sobrinho de José Amoroso Filho, centroavante que brilhou no Botafogo e no Fluminense nas décadas de 1950 e 1960.

## Títulos
Verdy Kawasaki
- J-League: 1993 e 1994

Guarani
- Copa São Paulo de Futebol Júnior: 1994

Flamengo
- Campeonato Carioca: 1996
- Copa de Ouro: 1996

Parma
- Supercopa da Itália: 1999

Borussia Dortmund
- Bundesliga: 2001–02

Málaga
- Torneio da Costa do Sol: 2005

São Paulo
- Copa Libertadores da América: 2005
- Copa do Mundo de Clubes da FIFA: 2005

Grêmio
- Campeonato Gaúcho: 2007

Boca Raton
- American Premier Soccer League: 2016

Seleção Brasileira
- Copa do Mundo Sub-20: 1993
- Copa América: 1999

### Prêmios individuais
- Seleção do Campeonato Japonês: 1993
- Bola de Prata da Placar: 1994
- Bola de Ouro da Placar: 1994
- Seleção do Campeonato Italiano: 1998–99
- Melhor jogador da Bundesliga: 2001–02
- Seleção da Bundesliga: 2001–02
- Melhor futebolista da Alemanha: 2002
- Melhor jogador da final da Copa Libertadores da América: 2005
- Seleção da Copa Libertadores da América: 2005
- Chuteira de Ouro da Copa do Mundo de Clubes da FIFA: 2005

### Artilharias
Verdy Kawasaki
- J-League: 1993 (16 gols)

Guarani
- Campeonato Brasileiro: 1994 (19 gols)

Udinese
- Serie A: 1998–99 (22 gols)

Borussia Dortmund
- Bundesliga: 2001–02 (18 gols)

São Paulo
- Copa do Mundo de Clubes da FIFA: 2005 (2 gols)